# Kanton Le Grand-Quevilly
Der Kanton Le Grand-Quevilly ist seit 1982 ein französischer Wahlkreis im Arrondissement Rouen im Département Seine-Maritime in der Region Normandie; sein Hauptort ist Le Grand-Quevilly.

## Gemeinden
Der Kanton besteht aus zwei Gemeinden mit insgesamt 34.692 Einwohnern (Stand: 1. Januar 2022) auf einer Gesamtfläche von 23,91 km²:
| Gemeinde                 | Einwohner 1. Januar 2022 | Fläche km² | Dichte Einw./km² | Code INSEE | Postleitzahl |
| ------------------------ | ------------------------ | ---------- | ---------------- | ---------- | ------------ |
| Le Grand-Quevilly        | 25.954                   | 11,11      | 2.336            | 76322      | 76120        |
| Petit-Couronne           | 8.738                    | 12,80      | 683              | 76497      | 76650        |
| Kanton Le Grand-Quevilly | 34.692                   | 23,91      | 1.451            | 7613       | –            |

Bis zur Neuordnung bestand der Kanton Le Grand-Quevilly aus einem Teil der Gemeinde Le Grand-Quevilly.

## Bevölkerungsentwicklung
| 1962   | 1968   | 1975   | 1982   | 1990   | 1999   | 2006   |
| ------ | ------ | ------ | ------ | ------ | ------ | ------ |
| 18.727 | 25.611 | 31.963 | 31.650 | 27.658 | 26.679 | 26.226 |